# Містерія танцю
«Містерія танцю» — міжнародний дитячо-юнацький хореографічний фестиваль-конкурс.
Започаткований благодійним фондом «Поступ-XXI» (президент — Юлія Бойко, автор ідеї та концепції фестивалю) спільно з «Фондом сприяння розвитку мистецтв» (почесний президент — Анатолій Толстоухов) у 2007 році. Голова журі — народний артист України Григорій Чапкіс.
Фестиваль — це передусім соціальний проект, який сприяє розвитку художньої творчості дітей та молоді України в царині хореографії та залученню юних аматорів до активної участі у мистецькому житті та процесі формування національної творчої еліти.

## Хроніка

### 2009
Фінал відбувся 17 — 18 квітня 2009 року в київському БК «Більшовик». Учасники — понад 50 найкращих хореографічних колективів України, а також представники Німеччини, Вірменії, Грузії, Ізраїлю, Білорусі, Узбекистану, Азербайджану, Південної Кореї.
Почесні гості фестивалю — заступник міністра у справах сім'ї, молоді та спорту Тетяна Кондратюк, Надзвичайний та Повноважний Посол Грузії в Україні Григол Катамадзе, представники посольств інших країн-учасниць «Містерії танцю».

### 2010
Відбіркові тури відбулися у Львові 17 та 18 квітня та Києві 14 травня 2010 року. Фінал фестивалю-конкурсу та гала-концерт проведено 15 травня 2010 року в Києві, у Національній музичній академії імені Чайковського.